# Генрик IV Праведний
Генрик IV Праведний (пол. Henryk IV Prawy; 1257/1258 — 23 червня 1290) — верховний польський князь у 1288—1290 роках (як Генрик III), князь Сілезько-Вроцлавський у 1266—1290 роках (як Генрик IV).

## Життєпис

### Князь Сілезії
Походив з династії П'ястів. Син Генрика III Білого та Юдити Мазовецької (доньки Конрада I). Втратив батька у 1266 році, ставши номінальним князем Вроцлава. Опікуном юного Генрика був його стрийко Владислав, архієпископ Зальцбурга. Вважаючи, що постійні роз'їзди між Вроцлавом і Зальцбургом не підуть на користь дитині, Владислав відправив його 1267 року до Праги — двору Пржемисла II Отакара. Незабаром після смерті стрийко у 1270 році Генрик повернувся до Вроцлава, де перебував під наглядом найближчого радника батька, Симона Гальського. Генрик здобув чудову освіту.
Генрик IV і далі підтримував дружбу з Пржемислом Отакаром і ходив з ним у похід проти Угорщини в 1271 році. У 1273 році Генріх став повнолітнім і офіційно прийняв кермо влади Сілезько-Вроцлавським князівством. Але під його владою перебувала лише східна частина Нижньої Сілезії.
Намагався зміцнити дружні стосунки зі своїми родичами — Владиславом Опольським і Пшемислом II. Він і далі підтримував Пржемисла Отакара II в боротьбі з королем Рудольфом I Габсбургом, що розпочалася 1276 року.
У 1277 прихильник короля Рудольфа — легніцький князь Болеслав II Рогатка — викрав Генрика Праведного і ув'язнив його. Це викликало обурення польських союзників Генрика IV — Генріха III Глогувського і Пшемисла II, але вони зазнали поразки в Столецькій битві 24 квітня 1277 року від Генріха V Товстого, герцога Легніцького. Але 1278 року Генрик Праведний здобув волю, коли Пржемисл Отакар підкорився Рудольфу Габсбургу, а Генрик IV погодився поступитися своїм ув'язнювачам третиною своїх володінь — Сьрода-Шльонську і Стшегом — і заплатити викуп.
Після того, як Пржемисл Отакар II загинув 26 серпня 1278 року в битві при Моравському полі Генрик IV спробував стати регентом Чехії при малолітньому королі Вацлаві II, але імператор Рудольф призначив на цю посаду маркграфа Оттона V Асканія, маркграфа Бранденбург-Зальцведель. Генрик Праведний як компенсацію отримав Кладське графство в Богемії як лен. У 1279 році викупив у Бранденбургу Кросенську землю. Помирившись з Рудольфом, Генрик IV у 1280 році їздив до Відня, сподіваючись домогтися для себе корони польського короля.
Намагаючись врегулювати відносини з сусідніми князями, Генрик Праведний 1280 року запросив на з'їзд у Сандовель Генріха IV Легніцького, Генріха III Глогувського і Пшемисла II, де оголосив їх бранцями і зажадав територіальних поступок. Пшемисл був змушений віддати Генріху IV Велюнь. Того ж року Генрик Праведний зробив спробу захоплення Кракова і Малої Польщі у відповідь на напад Лешека II Чорного на Вроцлав. Водночас спротив амбіціям Генрика IV чинили Болко I Суворий (князь Львувецький), Конрад II Горбатий (князь Сцинавський), Казимир Битомський, Мєшко I Цешінський, Пшмесилав Ратиборський.
У 1282 році Генрик IV вступив у суперечку з Томашом II Заремба, єпископом Вроцлава, за маєтності, що були захоплені церквою після битви при Легніці 1241 року. Спочатку князь Вроцлавський вимушений був поступитися, проте вже 1283 року він зумів взяти реванш, спираючись на польських ієрархів та шляхту. 1284 року Томаш Заремба наклав інтердикт. У відповідь Генрик Праведний звернувся до папи римського Мартина IV. Останній підтримав єпископа Вроцлава. Але Генрик IV, спираючись на польських єпископів, продовжував тиснути на Томаша II. 1285 року захопив низку земель Вроцлавського єпископства. У 1287 році Томаш Заремба вимушений був перебратися до Ратибора.
У 1284 році Генрик IV захопив великопольске місто Каліш, який обміняв на Олобок. У 1287 році зумів розірвати шлюб з першою дружиною — Констанцою Опольською — на основі родинної спорідненості.

### Верховний князь
У 1288 році помер бездітний краківський князь Лешек II Чорний, чим вирішив скористатися Генрик IV. Він примирився з Пшемислом Великопольським, повернувши тому Велюнь. Іншими претендентами на Краків були зведений брат Лешека — Владислав Локоток і Болеслав Плоцький. Того ж року оженився на доньці Оттона V Бранденбург-Зальцведель.
26 лютого 1289 року Генрик IV зазнав поразки від своїх суперників у битві при Севеж. Втім Болеслав Плоцький несподівано відмовився від претензій, залишивши Владислава одного. Тому вдалося захопити Вавельський замок і змусити сілезців відступити до Скелі. Генрик Праведний перегрупував сили і особисто встав на чолі війська, що пішла на Краків. Завдяки допомозі частини городян він захопив місто і проголосив себе верховним князем Польщі, проте резиденцію переніс до Сандомиру.
За час правління йому вдалося зміцнити владу і поліпшити економіку. Він підтримував гірників і міста, багатьом з яких дарував магдебурзьке право і різні привілеї. Будучи освіченою і висококультурною людиною, Генрик IV впроваджував звичаї, прийняті в Західній Європі при дворах і серед лицарства.
Раптово помер 23 червня 1290 року у віці 32 років. Обставини його смерті достеменно невідомі. Відповідно до повідомлення Яна Длугоша, Генрик мав намір домагатися від папи римського королівської корони, для чого спрямував до Риму посла з 12 тисячами гривень срібла. 400 гривень дорогою були вкрадені, і папа римський відмовився від перемовин. Розтратникам вдалося втекти і, побоюючись княжого гніву, вони отруїли Генрика Праведного повільною отрутою. Вмираючи, він встиг скласти заповіт, згідно з яким Вроцлав передавався Генріху Глогувському, а Краків — Пшемислу II.